# بوب فيرغا
بوب فيرغا (بالإنجليزية: Bob Verga)‏ مواليد 7 سبتمبر 1945 في نيوجيرسي، هو لاعب كرة سلة أمريكي سابق. بدأ مسيرته الاحترافية في سنة 1967. تم اختياره من قبل فريق أتلانتا هوكس خلال الدرافت. يبلغ طوله 6 قدم 1 بوصة (1.9 م). لعب كرة السلة الجامعية في جامعة ديوك. اعتزل اللعب في 1977. أحرز خلال مسيرته في الإن بي إيه 6918 نقطة بمعدل 20.2 نقطة في المباراة الواحدة.

## المسيرة الاحترافية
لعب مع دنفر ناغتس في سنة 1968، ثم لعب مع بروكلين نتس في سنة 1968، ثم لعب مع بورتلاند ترايل بلايزرز في موسم 1973–1974.

## روابط خارجية
- بوب فيرغا على موقع إن بي أي (الإنجليزية)
- بوب فيرغا على موقع سبورتس رفرنس (الإنجليزية)
- بوب فيرغا على موقع كلية كرة السلة في سبورتس رفرنس.كوم (الإنجليزية)
- بوب فيرغا على موقع ريلجم (الإنجليزية)
- بوب فيرغا على موقع بروبوليرز (الإنجليزية)